# Flavio di Rouen
Flavio di Rouen (lat.: Flavius; fr.: Filleul; ... – VI secolo) è stato vescovo di Rouen e santo della chiesa cattolica.
Si suppone fosse di origini romane o di famiglia gallica con legami a Roma. Avrebbe ricoperto il ruolo di tesoriere o intendente delle finanze di Childeberto I o più verosimilmente di Clotario I.
Divenuto vescovo di Rouen, presenziò ai concili di Orléans del 533, 538 e 541. Fu durante il suo episcopato, e sua sollecitazione secondo alcuni, che nel 535 fu fondata l'abbazia Saint-Pierre-Saint-Paul, futura Abbazia di Saint-Ouen .